# Platinum
Platinum — пятый альбом английского музыканта Майка Олдфилда, выпущенный в 1979 году и первый альбом, содержащий песни и кавер-версии. В Северной Америке альбом был выпущен под названием Airborn.

## Об альбоме
Майк Олдфилд сочинил все композиции на альбоме, кроме Platinum Part Four: North Star / Platinum Finale, которая является кавером на композицию Филипа Гласса "North Star" и песни I Got Rhythm, которая является кавер-версией песни Джорджа и Айры Гершвин.

## Список композиций
Сторона 1
- «Platinum Part One: Airborne» — 5:05
- «Platinum Part Two: Platinum» — 6:06
- «Platinum Part Three: Charleston» — 3:17
- «Platinum Part Four: North Star / Platinum Finale» — 4:49

Сторона 2
- «Woodhenge» — 4:05
- «Sally» — 3:46
- «Punkadiddle» — 5:46
- «I Got Rhythm» — 4:44